# 鐵道員
《鐵道員》，是一部發表於1995年的日文短篇小說，作者是淺田次郎。在平成7年（1995年）11月在開始連載，其後於1997年4月與其他七部短篇小說一起由集英社出版成一本短篇小說集（ISBN 4087742628）。
這個作品主要是描寫一條即將被廢止的地方鐵道路線 車站站長，他在經歷了事故變遷之後才得來幸福的探訪。本作品是第117回直木賞受獎之作，銷售量達140萬部以上，是1997年日本最佳暢銷（Best seller）的代表書籍。
1999年改編成電影，由降旗康男執導，高倉健主演。電影在2000年3月得到第23届日本學院賞的最佳影片及最佳男主角等主要獎項。
1999年在改編電影之後，講談社漫畫雜誌《月刊Afternoon》1999年9月號開始連載永安巧繪畫的漫畫，並在同年發售單行本。2002年於朝日電視系播放其青春時代編的劇集。

## 情節介紹
「鐵道員」，是一部細膩地述說人面對親情與責任之間兩難的故事，作品以一個平凡但盡責的鐵路小站站長為主角，描繪了他的一生。
主人翁佐藤乙松，是北海道一條地方鐵道「幌舞線」（影射幌内線）終點站「幌舞站」（劇中設定，影射幾春別站）的站長。早前該條鐵路線因為有鄰近的煤矿（影射日本最早的幌内煤矿）運送而曾風光一時，但煤礦停止開採後，鐵道就只剩下提供當地居民對外交通的用途。學生放寒暑假時，經常是空車在跑，因此而被列入廢線名單。佐藤婉拒了多年老友兼同事的邀請，希望他退休後可以到國鐵附屬的飯店（影射苫鵡Alpha度假區、アルファリゾート・トマム）服務。他希望能堅守職務崗位，要守著長年凍寒霜雪的幌舞站直到廢線為止。
故事也述及主人翁的家庭背景部份，佐藤的女兒在年幼時受寒高燒因病夭折，而他深愛但體弱多病的妻子亦在不久前逝世，因此佐藤可說是一個人守著崗位，過著孤獨的生活。
但他對工作的執著，使他在女兒與妻子過世當天，仍在工作紀錄簿寫上：「今日無事」，在他堅毅而孤獨的身影中，隱藏著由於堅守崗位而未能妥善照顧女兒與妻子的愧疚，使得這份工作的艱辛如同是種懲罰般烙印在他心裡。
在一個下著大雪的日子，佐藤在月台鏟雪時，看見一個小女童抱著舊款洋娃娃跑進車站，但洋娃娃卻被遺落在候車室而被佐藤撿到，稍晚則有個女孩前來表示要認領這個洋娃娃，佐藤原以為是該小女孩的姐姐。但之後再有一位身著舊式中学制服（水手服）的女中學生來到車站，並與佐藤交談。這三位女孩其實皆是佐藤夭折女兒雪子，為報答父親的照顧而現身，在女學生表示因大雪無法外出，而為他烹煮晚餐的相處過程中，佐藤想起他曾為女兒購買這款洋娃娃，並因此逐漸意識到這三位女孩其實就是他無緣長大的愛女，並在她面前（由於堅守崗位而未能妥善照顧女兒與妻子的）表達了內心的虧欠與內疚。但雪子溫暖的安慰與感謝，撫慰了這位孤獨堅強卻也深懷歉疚的父親，緩解了他對在職務與家庭兩難下的悔恨與痛苦。佐藤當夜帶著微笑，在工作紀錄簿寫上：「今日無事」。而雪子在深夜裡悄悄離開後的隔日，佐藤（一般相信他是帶著幸福的微笑）被掃雪車發現於大風雪中值勤時倒臥在月台上，盡忠職守，與世長辭。

## 電影
1999年6月5日，於東映系公開。

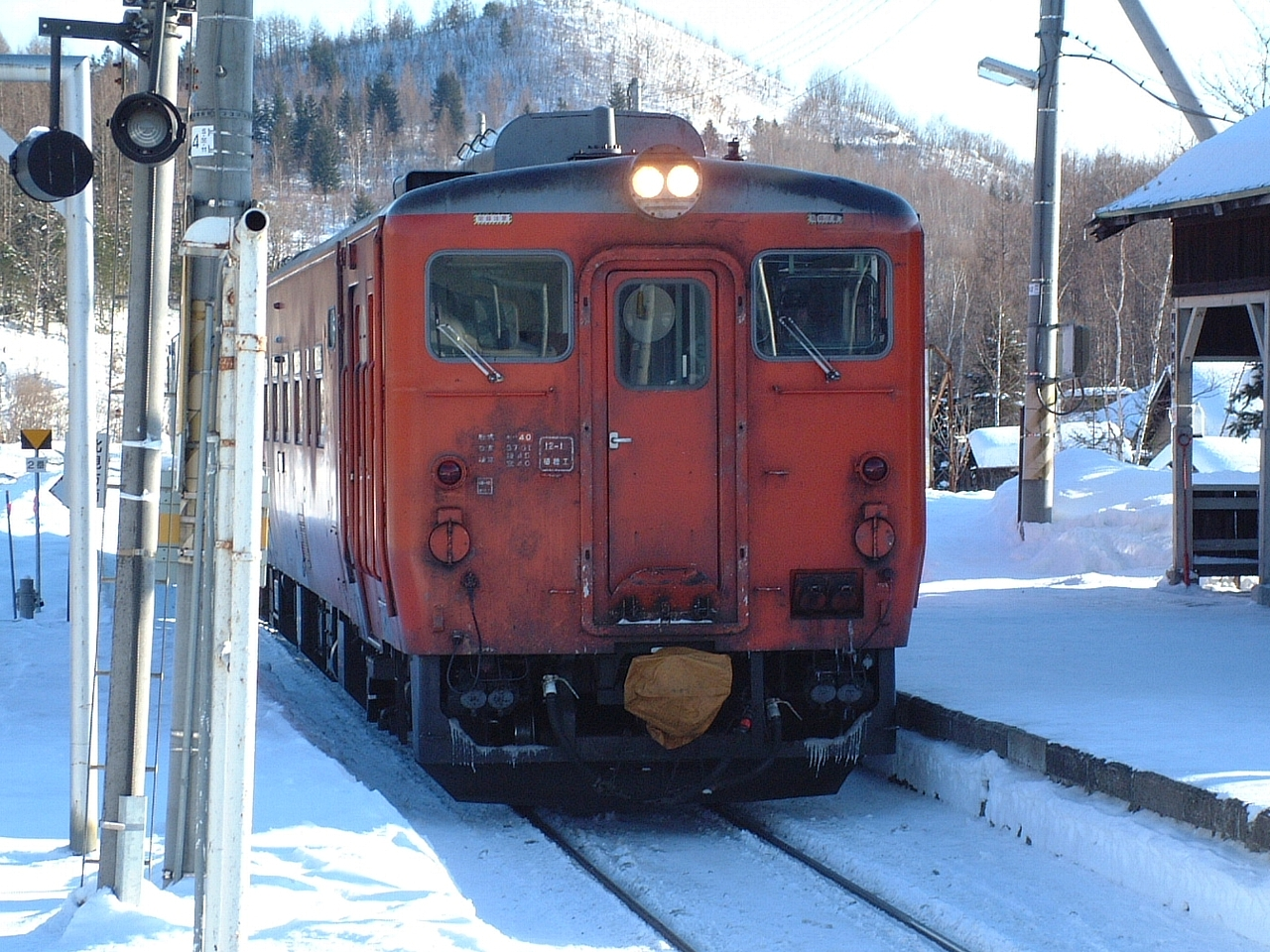
拍攝《鐵道員》中使用的キハ40 764 2005年1月9日攝於石北本線金華站

電影版《鐵道員》中，乙松站長勤務的場景「幌舞站」，是在經改造的JR北海道根室本線幾寅站取景。但真實的幾寅站並非如電影是終點站，而是經細緻改裝的中途站。例如站中設置模擬的臂木式號誌機。而片中的（Kiha 12）柴油客車因為實車已全數報廢，因此是利用這輛加以改裝，重現成。片頭奔馳中的蒸氣機車D51 498車內場景是在大井川鐵道以C11 227這輛拍攝成的。

### 角色
- 佐藤乙松：高倉健
- 佐藤静枝：大竹忍
- 佐藤雪子：廣末涼子（少女）、谷口紗耶香（女孩）、（小女孩）
- 杉浦仙次：小林稔侍
- 杉浦明子：田中好子
- 杉浦秀男：吉岡秀隆
- 吉岡肇：志村健
- 吉岡敏行：安藤政信

### 工作人員
- 監督：降旗康男
- 製作：高岩淡
- 企劃：坂上順
- 劇本：岩間芳樹、降旗康男
- 攝影：木村大作（被認為「拍攝雪景日本第一（雪を撮らせたら日本一）」）
- 製作：「鐵道員」製作委員會（東映、朝日電影台、住友商事、集英社、日本出版販售、朝日新聞社、TOKYO FM、東北新社）

### 主題歌
- 鐵道員 （作詞：奥田民生、作曲：坂本龍一、歌：坂本美雨）

### 中文版
高倉健與東映簽訂的合同中約定，中國的播放版權屬於高倉健。高倉健請上海演員張名煜配完音後，把中文版片子帶到中國，參加了2011年在上海舉辦的日本電影節。因為不賣座，中影集團開了一個很低的價(200萬日元)。高倉健在電影學院放了兩場後，將拷貝送給張藝謀。

## 電視劇
於2002年1月1日，「鐵道員/青春編」為朝日電視系的特別電視劇播映。内容是於1964年，煤炭礦場的夕陽時代以幌舞為舞台，劇中以仙次與初枝的婚禮開始，並講述乙松與當時在電影院窗口中工作的静枝相遇並結識，其情節及結尾與原作相同。該劇集為原作小說的最後部分，而劇中亦加上少許原創情節。
角色
- 岸谷五朗
- 飯島直子
- 石黑賢
- 渡邊滿里奈
- 豐原功補
- 池脇千鶴
- 石倉三郎
- 佐藤B作
- 笹野高史
- 伊藤蘭
- etc.

工作人員
- 脚本：松原敏春
- 監督：出目昌伸
- 製片人：一杉丈夫、松本基弘、中曾根千冶、丸山真哉

## 漫畫
- 講談社文庫（2004年6月15日發行） 作畫: 永安巧（由1999年10月6日發行的KCDX修訂而成的平裝版）[4]
電影之中被拍攝的車輛是經過改造的，而漫畫中的原型是。

## 資料來源

### 相關網頁
- （日語）
- （日語）映画作品紹介

### 相關書籍
-  集英社 初版1997年4月 ISBN 4087742628
-  集英社文庫 初版2000年3月 ISBN 4087471713
-  集英社CD讀本 初版1998年2月 ISBN 408901140X
- 《鐵道員》 葉廷昭／譯，台北：圓神，2023年6月初版

## 外部連結
- （日語）（archive）
- （繁體中文）新浪網影評

## 附註
1. ↑  北海道的原運炭路線。在1984年～1994年間，根據當時日本國鐵的特定地方交通線指定等的改制，運載量比較少的線路幾乎被廢止。
2. ↑  . 揚子晚報. 2014年11月20日  [2014年11月22日]. （原始内容存档于2016年3月4日）.
3. ↑  莫邦富. . 2014年11月21日  [2014年11月22日]. （原始内容存档于2019年6月3日）.
4. ↑  參考來源：（日語）Amazon （页面存档备份，存于），ISBN 4062748266。